# کانوا (ایتالیا)
کانوا (به ایتالیایی: Caneva) یک منطقهٔ مسکونی در ایتالیا است که در استان پوردنونه واقع شده‌است.

## خصوصیات
کانوا ۴۲٫۰ کیلومترمربع مساحت و ۶٬۳۷۴ نفر جمعیت دارد.

## خواهرخوانده
شهر نویمارک-زنکت فایت خواهرخواندهٔ کانوا است.

## نگارخانه

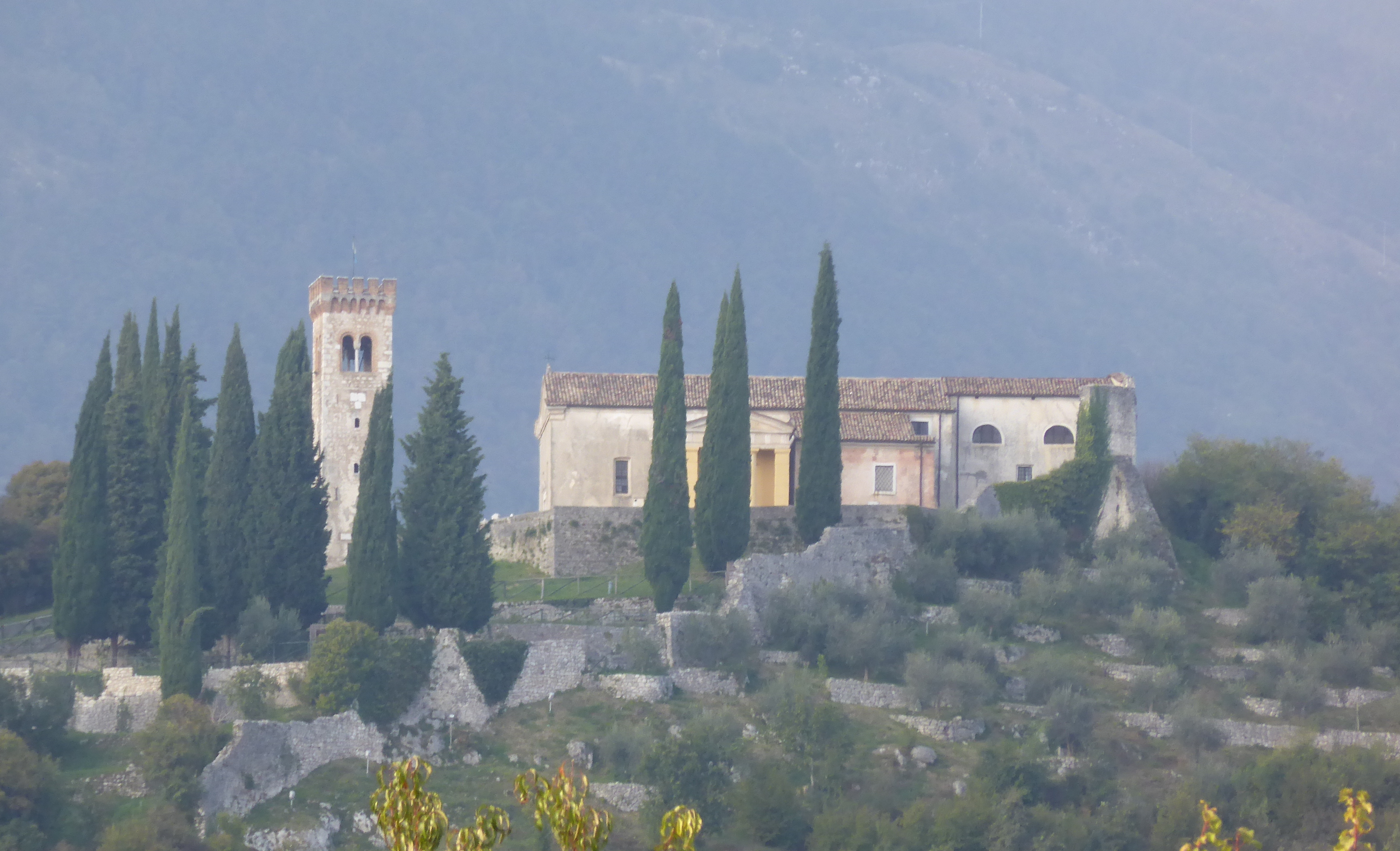